# Żyrowice (gmina)
Żyrowice – dawna gmina wiejska istniejąca do 1939 roku w woj. nowogródzkim (obecnie na Białorusi). Siedzibą gminy było miasteczko  Żyrowice (508 mieszk. w 1921 roku).
W okresie międzywojennym gmina Żyrowice należała do powiatu słonimskiego w woj. nowogródzkim. 1 kwietnia 1929 roku do gminy Żyrowice przyłączono część obszaru gminy Czemery, natomiast część obszaru gminy Żyrowice włączono do gmin Byteń, Czemery i Dziewiątkowicze.
Po wojnie obszar gminy Żyrowice wszedł w struktury administracyjne Związku Radzieckiego.